# Muhammad Ma Jian
Muhammad Ma Jian (in cinese tradizionale: 馬堅, pinyin: Mǎ Jiān), o Muhammad Makin (Gejiu, 6 giugno 1906 – Pechino, 16 agosto 1978) è stato un linguista e traduttore cinese musulmano.
Nato nello Yunnan nel 1906, Ma Jian si è trasferito nel 1928 a Shanghai per completare gli studi. Nel 1931 ha lasciato la Cina per andare all'Università Al-Azhar al Cairo, Egitto, come membro del primo gruppo sponsorizzato dal governo di studenti cinesi. Mentre era al Cairo, ha scritto un libro in arabo sull'Islam in Cina e ha tradotto in arabo i Dialoghi di Confucio. Nel 1939 è ritornato in Cina, dove ha scritto il dizionario arabo-cinese, tradotto il Corano ed altri classici islamici. È diventato professore all'Università di Pechino nel 1946. Nel 1981, l'accademia cinese di scienze sociali ha pubblicato la sua versione cinese del Corano; una versione bilingue arabo-cinese sarebbe stata successivamente pubblicata dal complesso Re Fahd per la stampa del Corano, un'azienda di Medina, in Arabia Saudita.